# Sterrenwacht

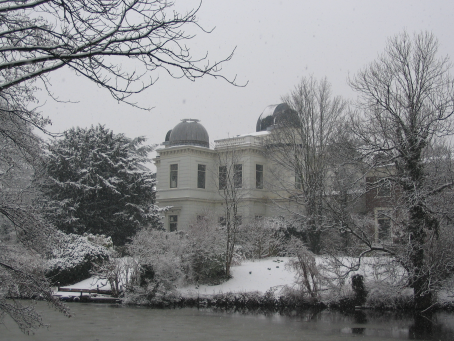
Oude Sterrewacht, Universiteit Leiden

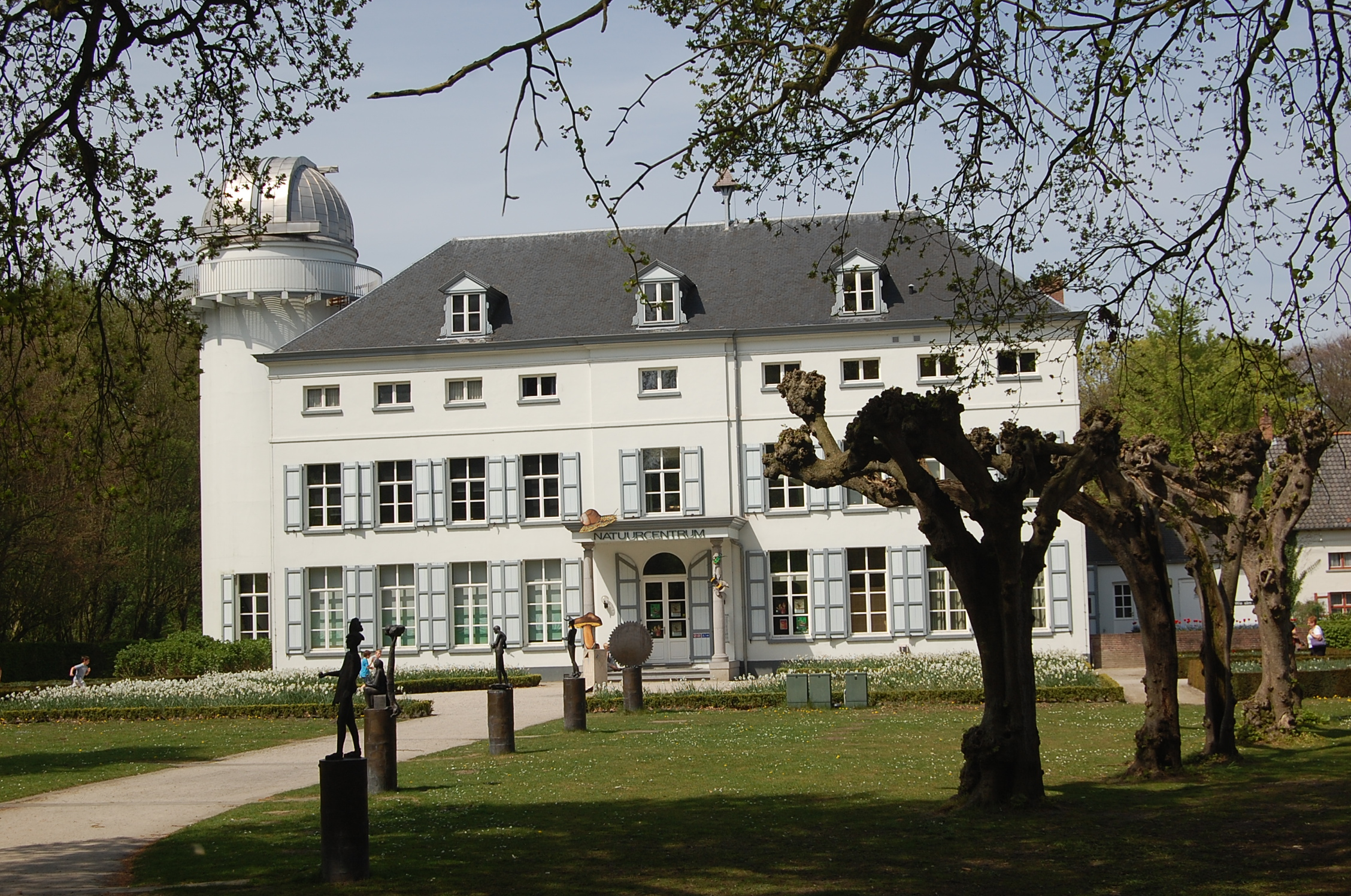
Kasteel Beisbroek bij Brugge, met sterrenwacht

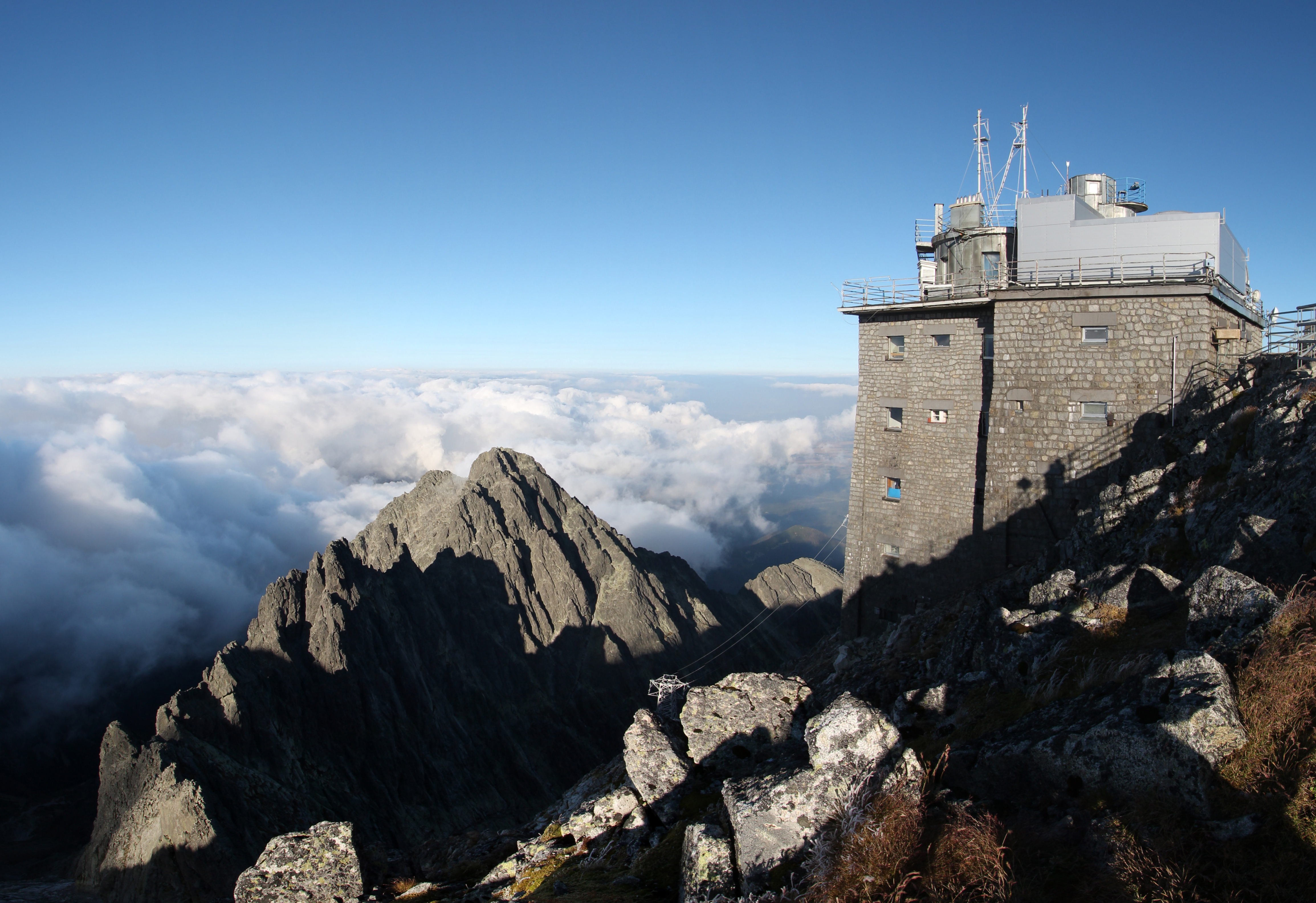
Observatorium op de Lomnický štít (Hoge Tatra) in Slowakije

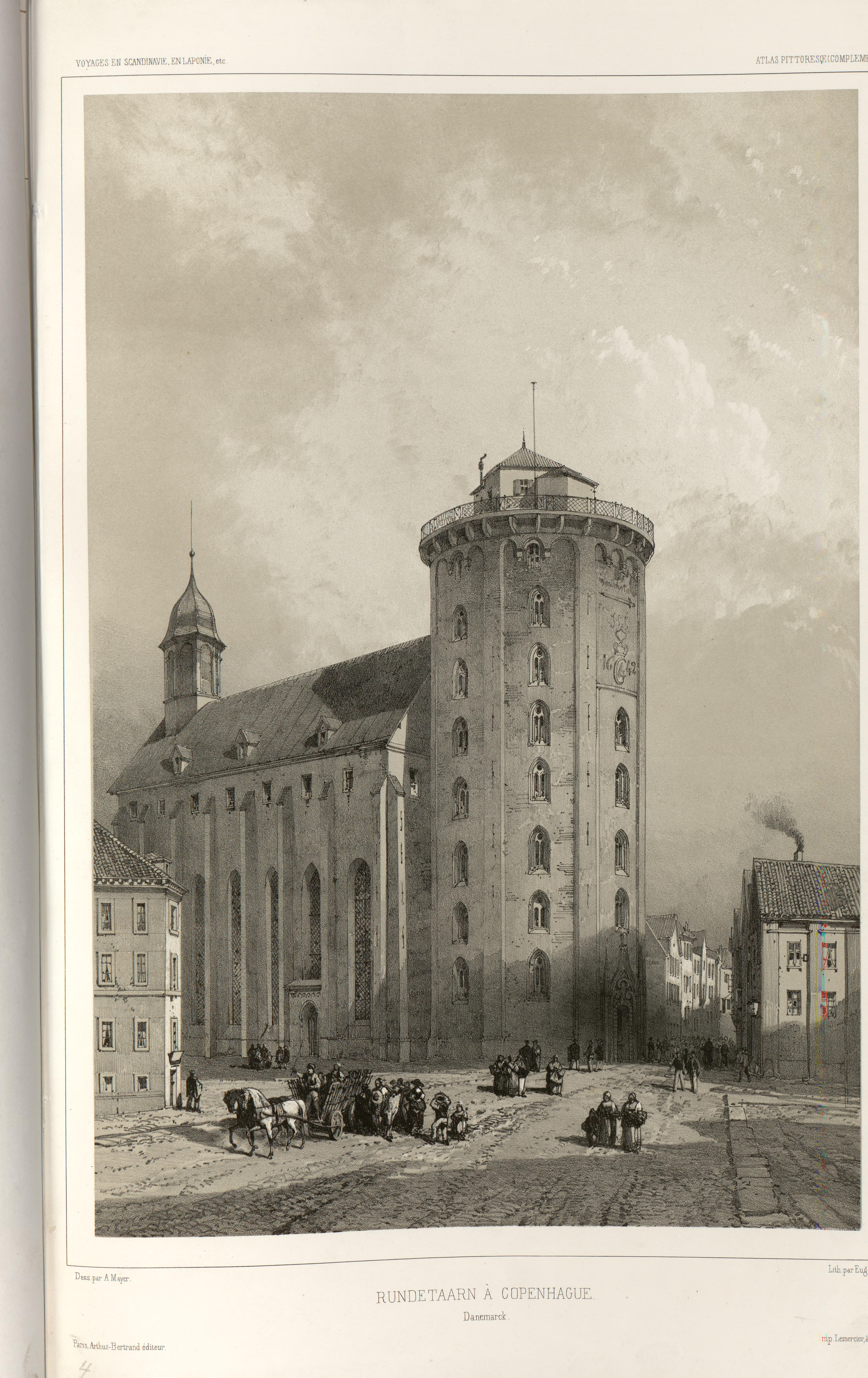
Rundetaarn uit 1637 in Kopenhagen

Een sterrenwacht of observatorium is een instituut van waaruit sterren en andere hemellichamen worden bekeken en bestudeerd. Er wordt onderscheid gemaakt tussen professionele sterrenwachten en volks- of publiekssterrenwachten.

## Professionele sterrenwacht
Een professionele sterrenwacht is een wetenschappelijk instituut waar astronomen onderzoek verrichten aan de sterrenhemel. Tot de uitvinding van de fotografie en de toepassing daarvan in de sterrenkunde keken astronomen vooral zelf door een telescoop. Dit was, vooral in koude winternachten, lang niet altijd een aangename bezigheid. Door de komst van fotografie werd meer gezien - een fotografische plaat is immers gevoeliger dan het menselijk oog - en konden astronomen het systematisch waarnemen vaak overlaten aan assistenten. Tegenwoordig zijn veel professionele telescopen vrijwel volledig geautomatiseerd en bestuderen astronomen, comfortabel achter de computer in hun werkkamer, enkel de armada aan gegevens die een telescoop (deze kan overal ter wereld of zelfs in de ruimte gestationeerd zijn) in hun opdracht produceert.
Traditioneel werden professionele sterrenwachten gebouwd in de buurt van grote steden (bv. Ukkel nabij Brussel) of op plaatsen waar wetenschap bedreven werd (zoals de universiteiten van Leiden, Gent en Utrecht).
Al decennialang wijkt men daar vanaf vanwege onder andere de natuurlijke turbulentie die in de aardatmosfeer voorkomt en lichtvervuiling. Door de komst van steeds grotere telescopen werd het steeds belangrijker dat er zo min mogelijk turbulentie moest zijn voor goede waarnemingen. Daarom kwamen veel nieuwe professionele sterrenwachten op bijvoorbeeld hoge bergen te staan. Ook wordt bij de keuze voor een locatie gekeken naar de weersomstandigheden om een zo efficiënt mogelijke sterrenwacht te realiseren. Sinds enkele jaren is het door lasertechnologie ook mogelijk om telescopen te corrigeren voor de aanwezige turbulentie.
Sterrenwachten op aarde hebben als bijkomend nadeel dat ze meestal alleen in het zichtbaar licht en nabij-infrarood kunnen waarnemen. Voor waarnemingen in bijvoorbeeld het ver-infrarood- en röntgengebied van het elektromagnetisch spectrum zijn ruimtetelescopen noodzakelijk. Radiogolflengtes zijn daarentegen wel weer vanaf het aardoppervlak waar te nemen, bijvoorbeeld met de  Westerbork Synthese Radio Telescoop en LOFAR.
Omvangrijke professionele sterrewachten zijn onder andere te vinden in Chili (het Paranal-observatorium) en Hawaï (het Mauna Kea-observatorium).

## Volkssterrenwacht
In tegenstelling tot een professionele sterrenwacht heeft een volkssterrenwacht of publiekssterrenwacht als doel een breed publiek te informeren over sterrenkunde en ruimtevaart, de astronomie te populariseren en amateurastronomen te verenigen. Bij een volkssterrenwacht worden met enige regelmaat lezingen gegeven over allerhande onderwerpen in de sterrenkunde dan wel ruimtevaart. Ook kan eenieder terecht voor vragen over het actief beoefenen van de hobby sterrenkunde, door het observeren met een telescoop.

## Sterrenwachten in België en Nederland

### België
- De Koninklijke Sterrenwacht van België, opgericht in 1826, valt onder POD wetenschapsbeleid
- Volkssterrenwacht Mira (Grimbergen), opgericht in 1967
- Volkssterrenwacht Urania (Hove), opgericht in 1969
- Volkssterrenwacht Beisbroek (Sint-Andries - Brugge), opgericht in 1984
- Volkssterrenwacht Europlanetarium Genk (Genk)
- Volkssterrenwacht Armand Pien (Gent)
- Project- en Volkssterrenwacht Astrolab IRIS (Zillebeke, nabij Ieper)
- Publieke sterrenwacht De Sterrenjutters (Koksijde)
- Publieke sterrenwacht De Polderster (Assenede, in het Meetjesland)
- Publieke sterrenwacht Observatorium Georges Lemaître Bocholt (Bocholt)

### Nederland
- Anton Pannekoek Instituut - Amsterdam
- Sterrenwacht Almere - Almere
- Sterrenwacht Blaauw - Groningen
- Sterrenwacht in het Planetron - Dwingeloo (sinds 2020 gesloten)
- Sterrenwacht Cees Buining - Julianadorp
- Observeum - Bergum
- Volkssterrenwacht Bussloo - Bussloo
- Volkssterrenwacht Copernicus - Overveen
- Publiekssterrenwacht Corona Borealis - Zevenaar
- Cosmos Ontdekcentrum - Lattrop
- Volkssterrenwacht Dione - Enkhuizen
- Sterrenwacht Gooi en Vechtstreek - 's-Graveland
- Sterrenwacht Limburg - Heerlen
- Publiekssterrenwacht Halley - Heesch
- Publiekssterrenwacht Hellendoorn - Hellendoorn
- Sterrewacht Leiden - Leiden
- Sterrenwacht Mercurius - Dordrecht
- Volkssterrenwacht Nijmegen - Nijmegen
- Sterrenwacht Orion - Uden
- Sterrenwacht de Tiendesprong - Tilburg
- Oude Sterrewacht - Leiden
- Publiekssterrenwacht Jan Paagman - Asten
- Volkssterrenwacht Philippus Lansbergen - Middelburg
- Publiekssterrenwacht Dr. A.F. Philips - Eindhoven
- Publiekssterrenwacht Phoenix - Lochem
- Sterrenwacht Rijswijk - Rijswijk
- Publiekssterrenwacht Saturnus - Heerhugowaard
- Sterrenwacht Midden-Nederland - Amersfoort
- Sterrenwacht en museum Sonnenborgh - Utrecht
- Publiekssterrenwacht Strabrecht - Geldrop
- Teylers Sterrenwacht - Haarlem
- Volkssterrenwacht Tweelingen - Spijkenisse
- Publiekssterrenwacht Vesta - Oostzaan
- Sterrenwacht Quasar (voorheen Volkssterrenwacht Simon Stevin) - Hoeven (in 2008 voorlopig en in 2011 definitief gesloten)[1]
- Volkssterrenwacht Orion - Bovenkarspel

## Foto's

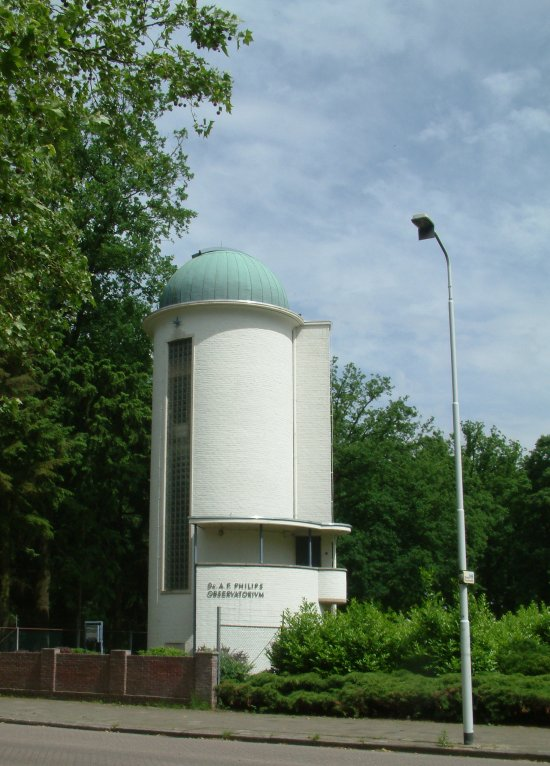
Dr. A.F. Philips Observatorium, sterrenwacht in Eindhoven
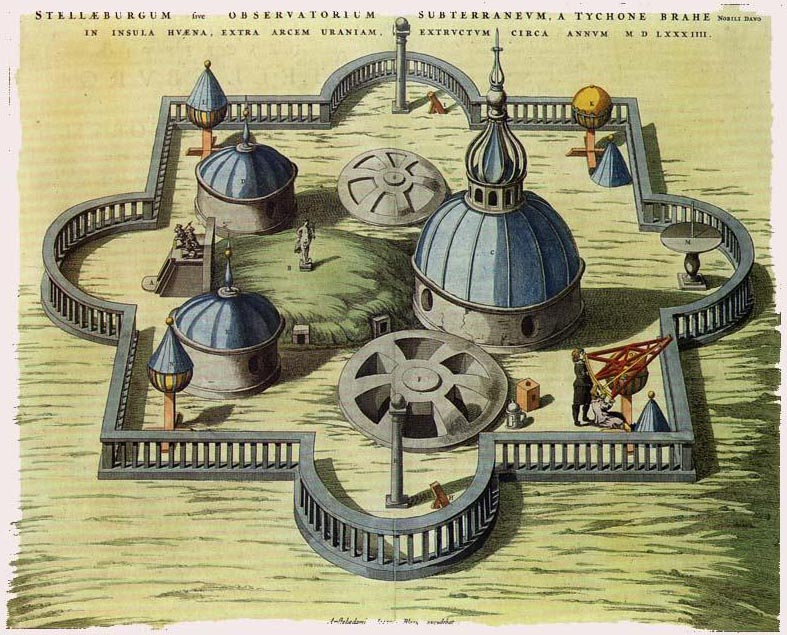
Stjerneborg observatorium rond 1595, afbeelding uit 1662
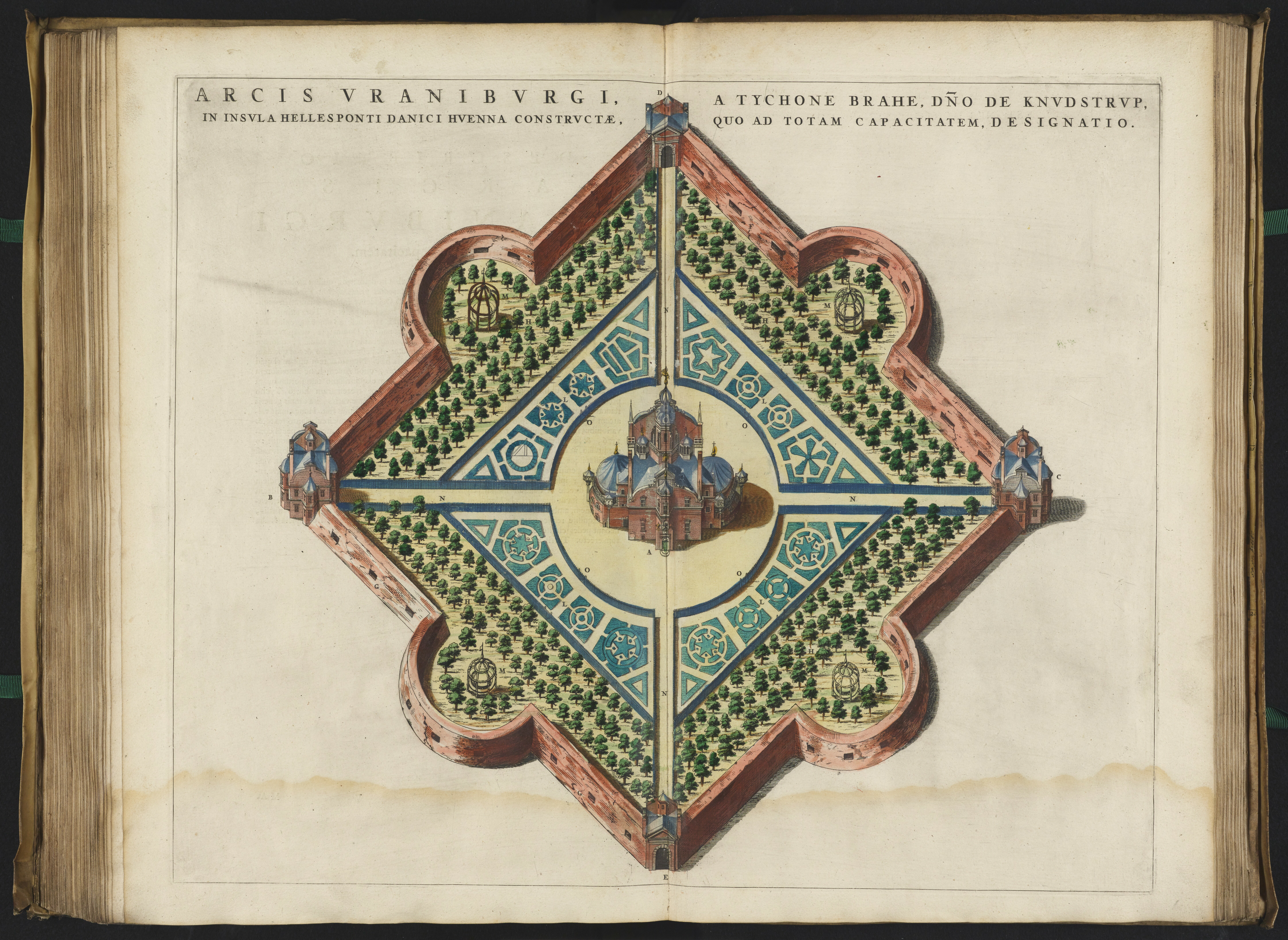
Uraniborg, 1598
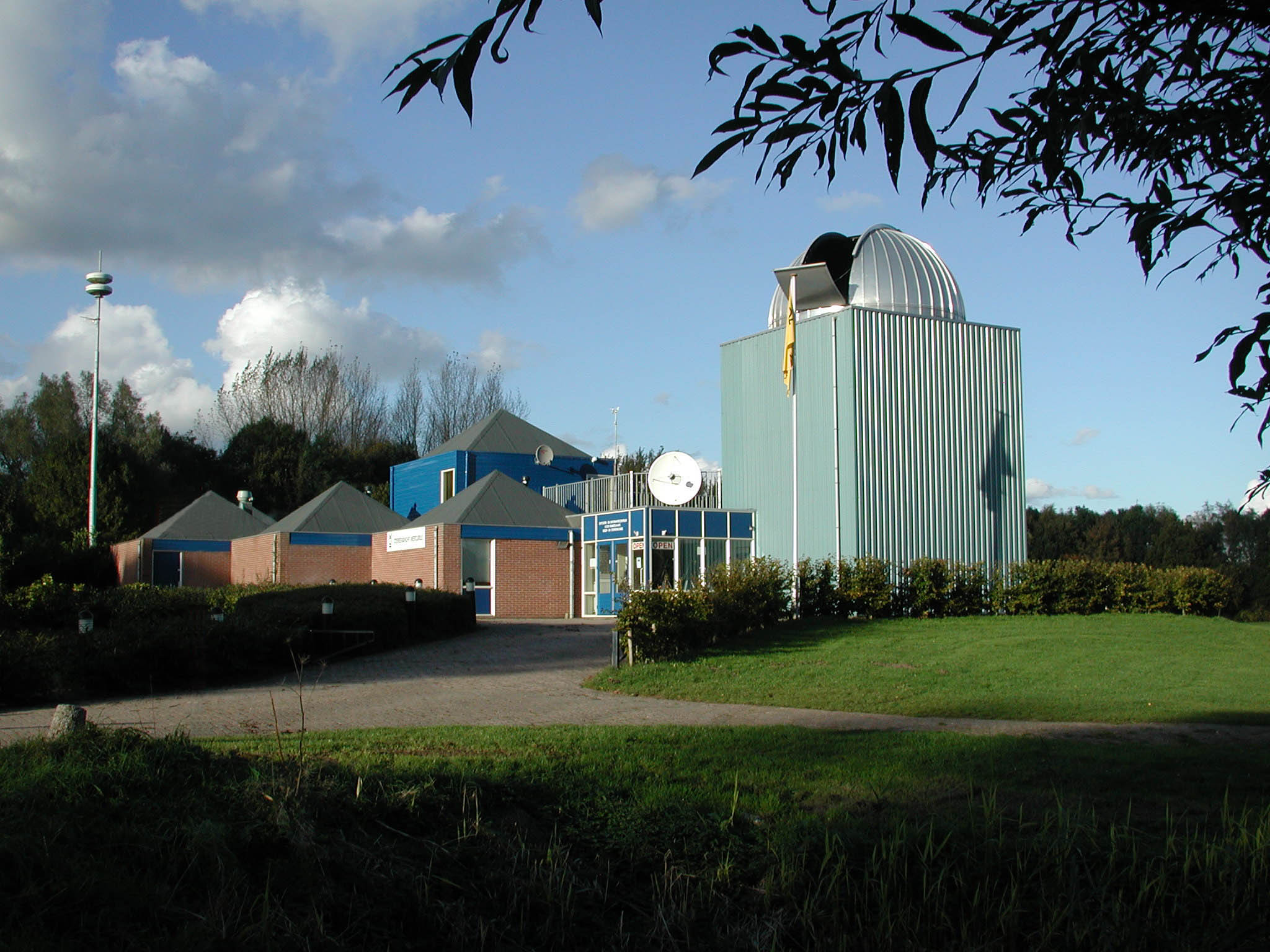
Sterrenwacht Mercurius, Dordrecht.
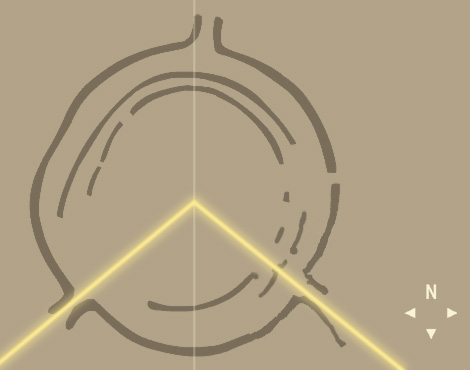
De kringgreppel van Goseck stamt uit het neolithicum en toont de zonnewendes, hier zonsopkomst en zonsondergang tijdens de winterzonnewende.
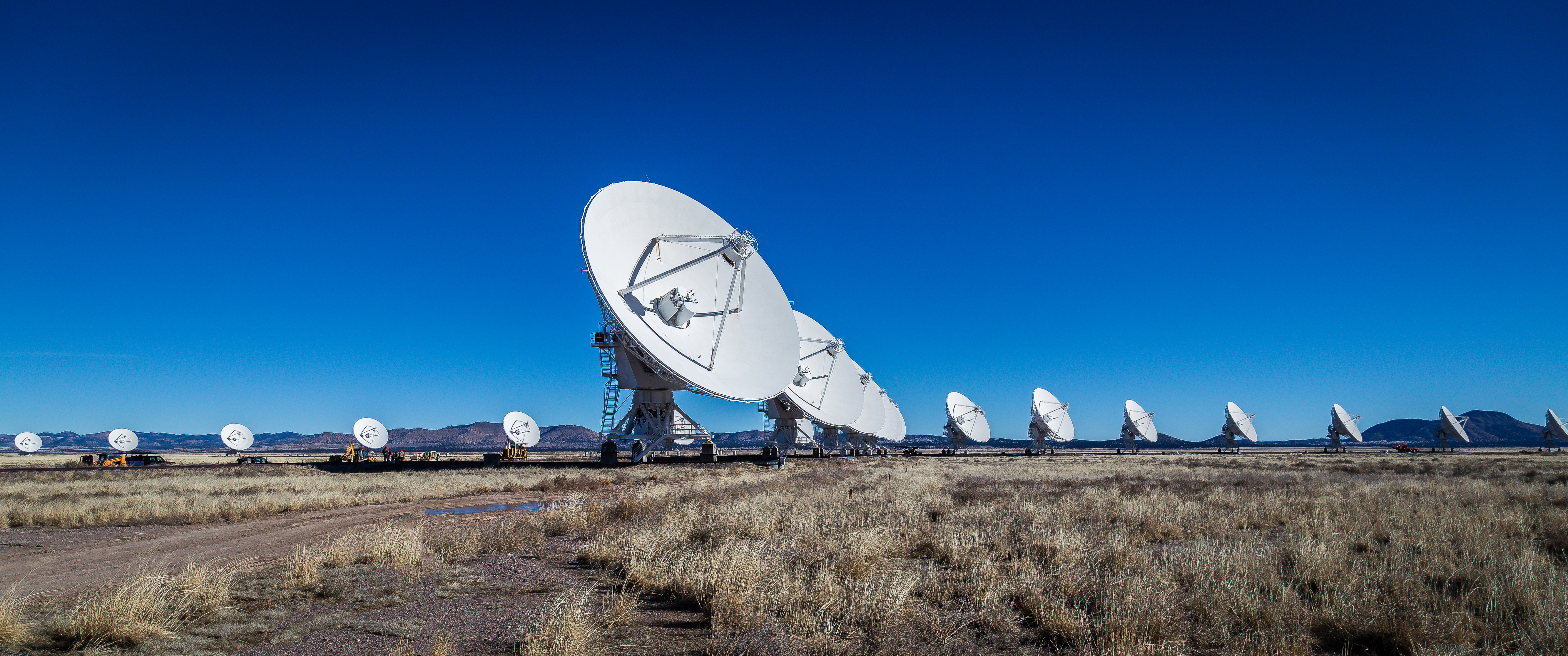
Het (voormalig) grootste observatorium ter wereld (Very Large Array).
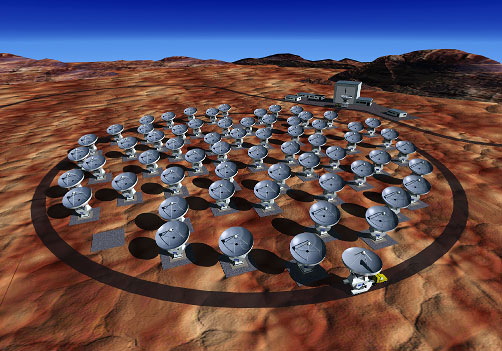
De Atacama Large Millimeter Array is een internationaal astronomisch project van de Europese Zuidelijke Sterrenwacht, het doel van het project is om verder het heelal in te kijken dan de mens ooit heeft kunnen doen.
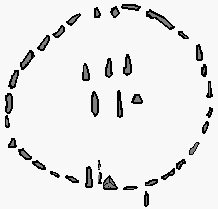
Kring van megalieten bij Nabta Playa
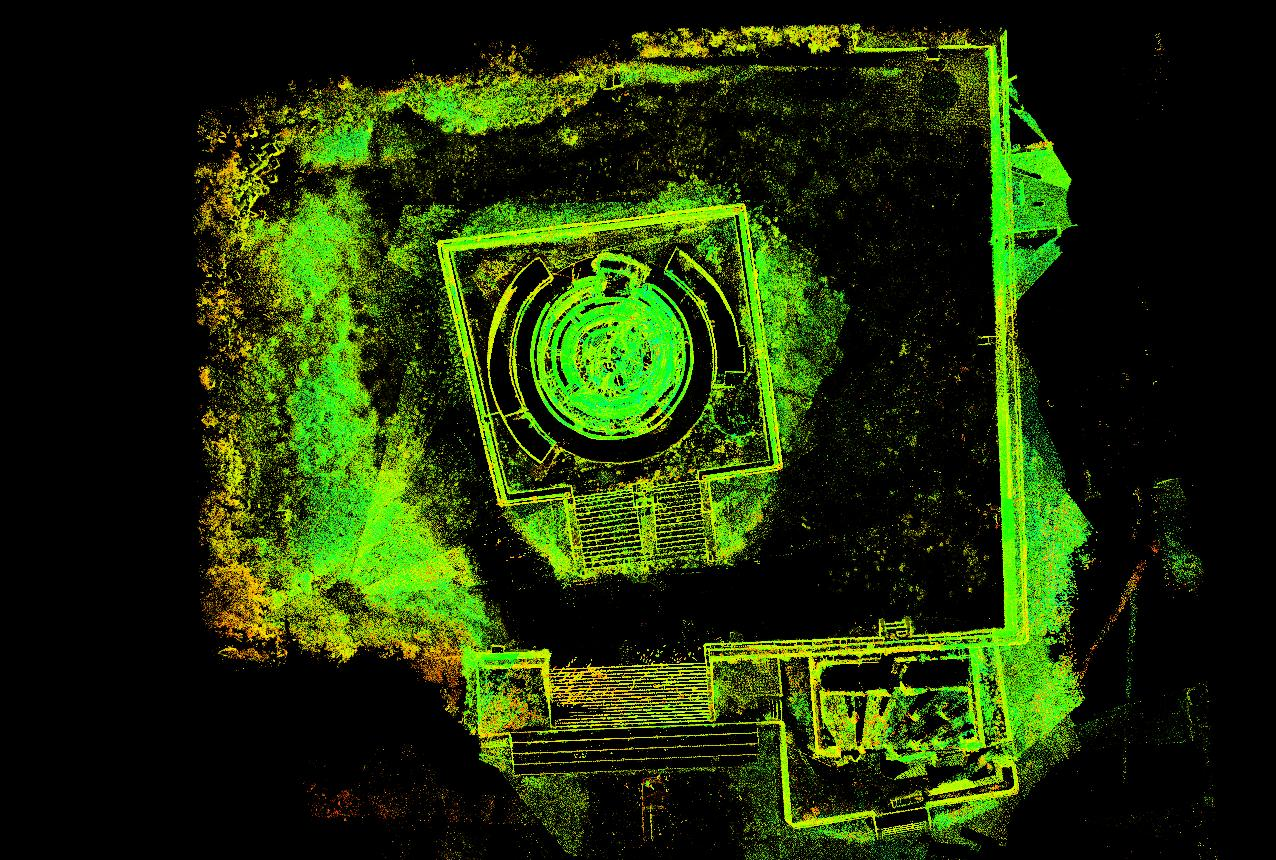
Caracol in Chichén Itzá
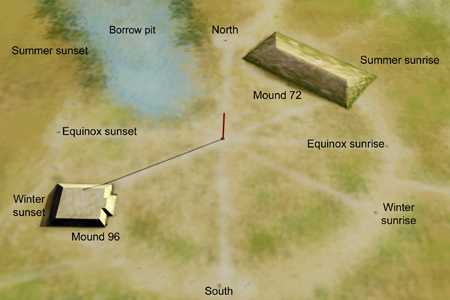
Illustratie van een gedeelte van Cahokia Mounds, de overblijfselen van de woodhenge bij heuvel 72 en heuvel 96 tonen de langste dag de kortste dag en de equinoxen
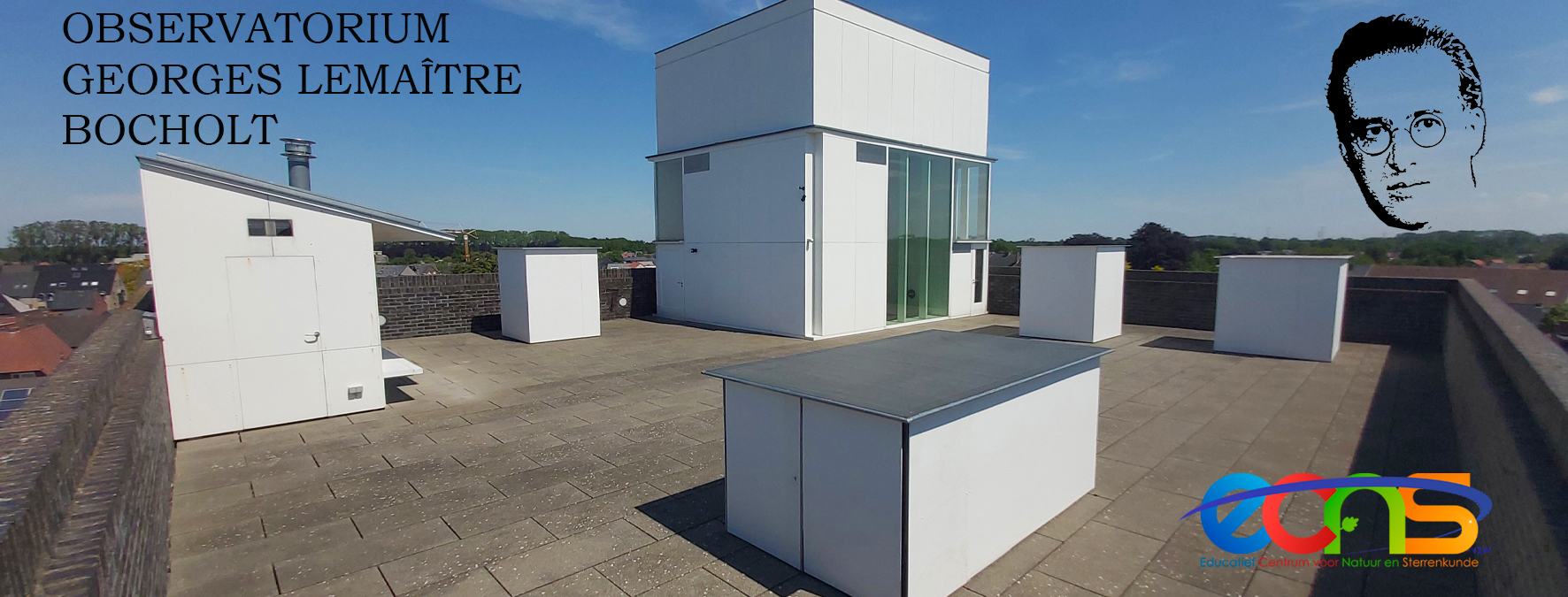